# Aspirowanie
Aspirowanie (łac. aspiratio) – zassanie treści płynnej, np. krwi do strzykawki, czy treści do sondy, czy cewnika. Podczas iniekcji domięśniowych po wkłuciu igły prawidłowo powinno się wykonać próbę aspiracji przed podaniem zawartości strzykawki w celu sprawdzenia, czy koniec igły nie znajduje się w naczyniu krwionośnym. Przy właściwym wkłuciu krew nie powinna pojawić się ani w igle, ani w strzykawce. Także podczas iniekcji dożylnych powinno się wykonać manewr aspirowania w celu upewnienia się przed dożylnym podaniem substancji leczniczej, że koniec igły znajduje się w świetle naczynia żylnego. Podanie niektórych substancji poza światło naczynia powoduje niejednokrotnie ciężkie komplikacje, np. martwicę okolicznych tkanek.